# カール・ヘフナー
カール・ヘフナー有限合資会社 (Karl Höfner GmbH & Co. KG) は、ドイツの老舗の楽器メーカー。ヴァイオリンやチェロ、コントラバスおよびエレクトリックベース、エレクトリックギターなど、様々な弦楽器を製造している。創設者はカール・ヘフナー。通称は「ヘフナー」で、会社のロゴにも「Höfner」としか書かれない。

## 歴史
1887年、カール・ヘフナー社は、ドイツ帝国のシェーンバッハ(現在のチェコのルビー（w:de:Luby）)に、Anton Schallerの弦楽器工房の出身である、カール・ヘフナー(1864 – 1955)によって創設された。設立当時はヴァイオリン・ヴィオラ・チェロを製作する弦楽器工房であった。1919年と1921年に彼の息子ヨゼフとヴァルターの2人が加わり、周辺諸国への輸出が加速した。1930年代よりアコースティックギターの製造に進出し、300人を雇用する楽器メーカーに成長した。しかし第二次世界大戦中は楽器生産は困難となり、木箱やブーツの底などの軍需物資を生産した。戦後、生産拠点だったシェーンバッハが壊滅したため、ヘフナー親子は西ドイツのバイエルン州モウレンドルフ(Möhrendorf)に移住し、1950年に新工場を取得した。1950年代はギターの生産が飛躍的に増えた。1961年ポール・マッカートニーがヘフナー社のベースギターを使用したことも業績を飛躍的拡大する要因となった。マッカートニーが愛用したバイオリンに似た外観を持つベースギターは、「ビートルズ・ベース」と呼ばれた。またギターに手間のかかるニスを塗るのではなく、樹脂製のギターを導入することも生産を増やすことに貢献した。このためモウレンドルフの近郊都市のバーゲナウ(Hagenau)にも工場を建設したが、輸入制限の撤廃によりアメリカ産ギターがイギリスで拡販されるようになると、生産量にも悪影響がでた。ヨゼフ引退後、ウォルター・ヘフナーは娘であるゲヒルダ・ヘフナーと共に会社を運営した。ゲヒルダ・ヘフナーはその後クリスチャン・ベンカーと結婚して社長となり、ヘフナー社の経営を引き継いだが、1970年以降は収益が低下した。ゲヒルダの娘ブリジッドとその夫トーマス・リヒタルドは、1995年までヘフナー社で経営を続けた。
1990年代になると中国製の安価な製品にシェアを奪われる傾向となり1994年1月ヘフナーはイギリスのBoosey & Hawkesに買収された。Boosey & Hawkesは合理化を要求し、モウレンドルフの生産拠点を閉鎖し、ハーゲナウに拠点を統合することになった。しかしBoosey & Hawkesは2003年、ヘフナー社を含めた楽器製造部門をイギリスのTMGという投資会社に売却することを決定する。TMGは手に入れたBoosey & Hawkesの楽器製造部門を切り売りし、2004年にヘフナー社は同社で長年統合マネージャーを務めていた、Klaus Schöllerと彼の妻Ulrike Schrimpffに売却された。2005年、ヘフナー社は北京に100％出資の会社を設立。以後高価な製品は引き続きハーゲナウで製造されるものの、廉価な製品は北京で製造される体制となった。

## 主な製品
創業から続くヴァイオリン属の楽器と世界的に知られるギターがカール・ヘフナーの製品の二大柱である。

### エレクトリックベース

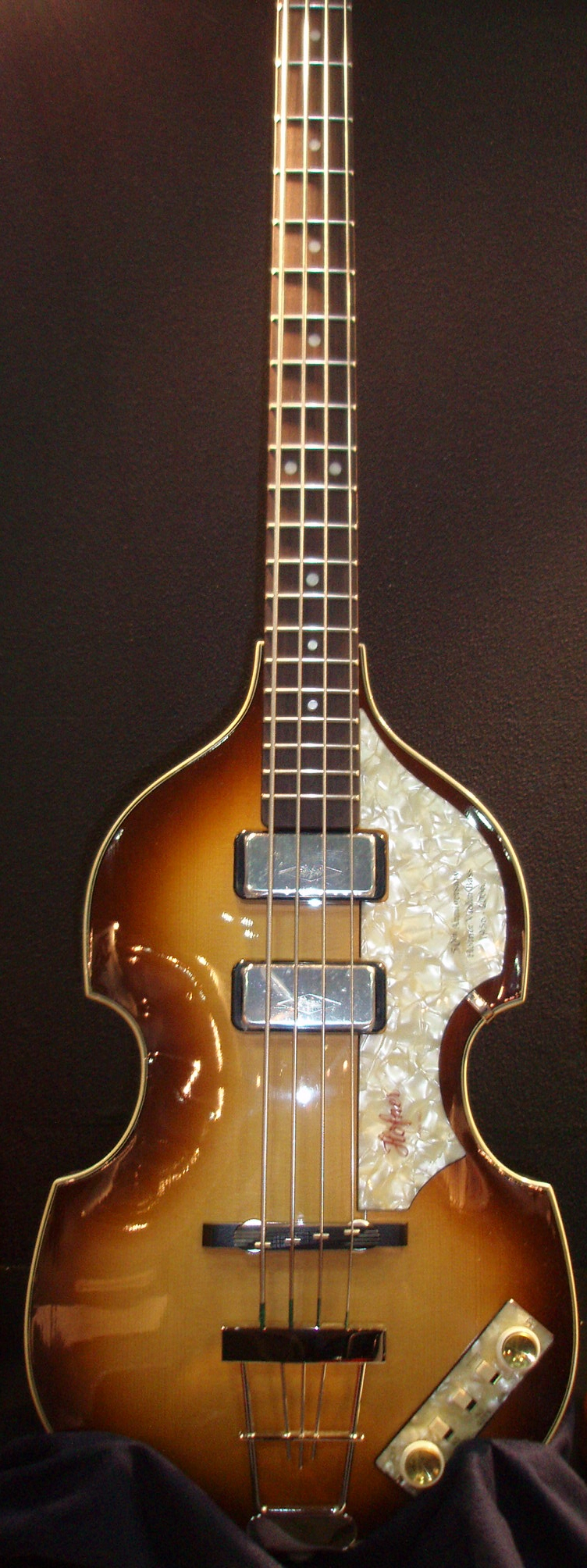
ヘフナー社で最も有名なエレキベースの500/1

- 500-1

エレクトリックベースの主力モデルである「500-1」は、ヴァイオリンのようなその形状から通称「ヴァイオリンベース」と呼ばれるモデルである。
イギリスの有名ロックバンド『ビートルズ』のベーシストであったポール・マッカートニーが、デビュー当時から500-1の左利きモデルを使用していたことで有名になった。
マッカートニーが最初に入手したモデルは、ヘッドの部分の「HOFNER」のロゴがゴシック体に近い書体で縦書きになっており、リアピックアップがフロントピックアップのすぐ隣についている1961年製の前期型モデルであり、このモデルは『キャバーン・ベース』という通称で知られている。
マッカートニーが1963年に入手した2本目のモデルは1963年製の後期型モデルであり、ヘッドの「Hofner」のロゴが横書きの筆記体状になっており、二つのピックアップの間隔は片方がネック寄り、もう一方はブリッジ寄りと前期型より広くなっているなどの相違点がある。
- 500-5

1961年までビートルズのベーシストを務めたスチュアート・サトクリフが所持していたアコースティックベース。

### エレクトリックギター
- クラブ40

ビートルズのジョン・レノンとジョージ・ハリスンがデビュー前に使用していたエレクトリック・ギターである。2007年にはピックガードに「John Lennon」とサインが刻印された限定復刻モデルが発表された。
- MODEL 175/176

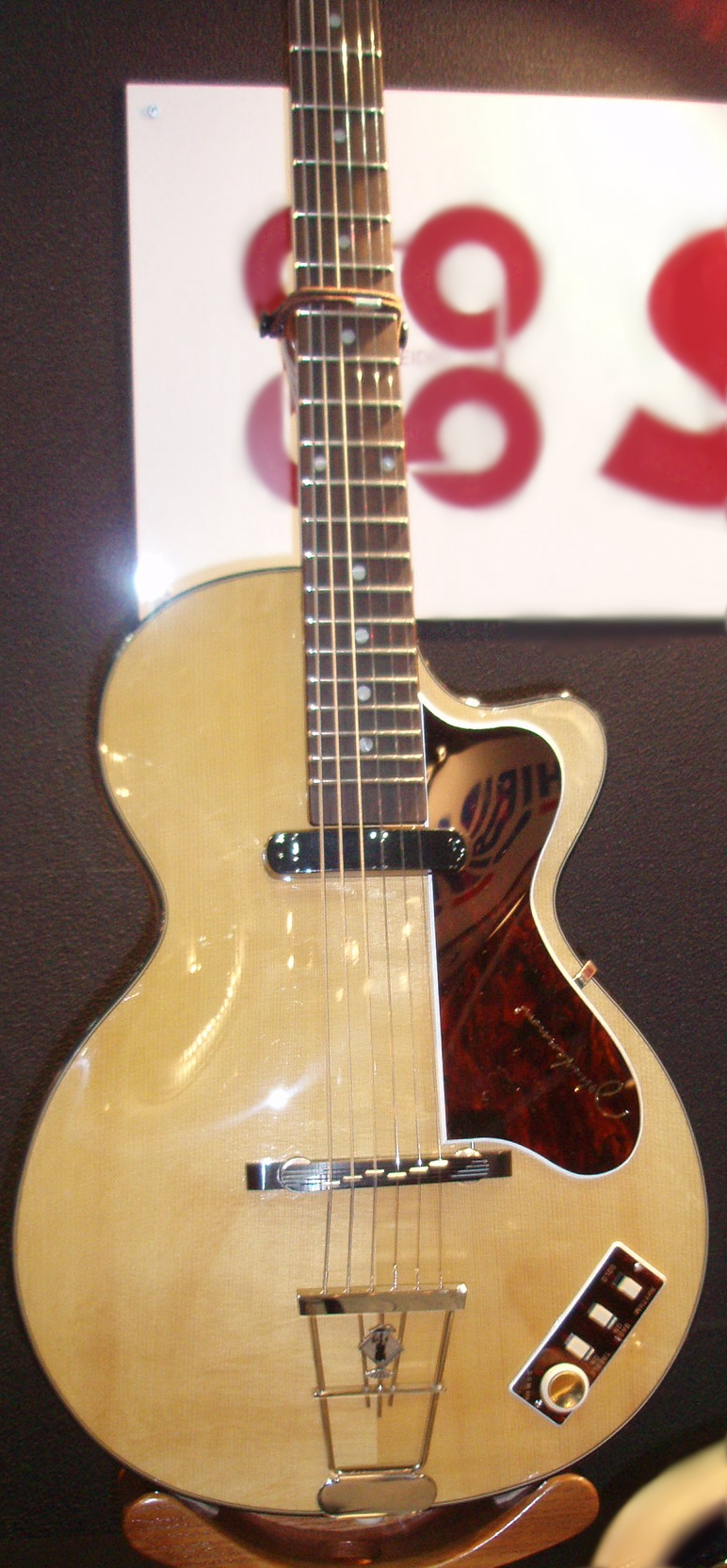
クラブ40・ジョン・レノン・エディション

Model 176 は「GALAXY」というニックネームで有名。

### ヴァイオリン族

#### チェロ
通常楽器内部に表示されているラベルが、当社製品では2分割表示になっており、ネックを対面左側にしたときの下側のf穴にシリアル番号と製造年が記載されており、上側に楽器のグレードが記載されている。大人用の楽器の場合は、グレードが4/3、4/4、4/6、4/8等という表示になっている。ベルリンフィルのチェロ奏者とのコラボで、過去のモデルの形状に捕らわれず、新規に制作したBerliner Celloというモデルも販売されており、その楽器は4/9以上のグレードとなっている。